# Смолин, Сергей Борисович
Сергей Борисович Смолин (22 ноября 1962 года, город Москва) — российский продюсер, известный по своим работам с группой «Квартал», Андреем Макаревичем, Игорем Бутманом, Вадимом Холоденко, Айшварией Маджумдар, Клинтом Иствудом, Билли Гиббонсом и другими.
В разные годы сотрудничал также с российскими группами и музыкантам: Земфира, «Машина Времени», «Чайф», «Сплин», «Би-2».
Бизнесмен, учредитель и креативный директор компании Arena Marketing Communications, кинокомпании AMALGAMA Sudios, коммуникационного агентства ЁШ Agency и Arena Production.
Идеолог и один из авторов международной культурной инициативы India Inside.

## Биография
Сергей Смолин закончил Московский Университет Управления по специальности «Организация управления на транспорте».
В 1989 году стал продюсером группы «Квартал» и работал с ней на протяжении двенадцати лет. Продюсировал выход первой виниловой пластинки «Все земное стало странным» (1992 год), записанной и изданной впоследствии на лейбле «Мелодия», а также всех последующих релизов — «Резиновые джунгли» (1994 год), «Вход для посторонних» (1995 год, Gala/EMI Records) и «Мир розовых кукол» (1998 год, DS Records). В 2000 году Сергей Смолин создал проект «Время напрокат» — авторское прочтение Артуром Пилявиным ранних песен Андрея Макаревича. Песня «Ты или я» (в оригинале «Солнечный остров») несколько недель находилась в первых строках российских хит-парадов. Покинул группу в 2002 году, после трагической гибели художественного руководителя «Квартала» Артура Пилявина, по причине «принципиальной невозможности сотрудничества с этим музыкальным коллективом без Артура Пилявина».

### Arena Marketing Communications
В 2000 году Сергей Смолин создал компанию Arena Marketing Communications, которая за семнадцать лет стала заметным игроком маркетингового рынка. Среди клиентов агентства: The Coca-Cola Co., Nestle, Kraft Foods, IKEA, Japan Tobacco, Philip Morris, МЕГА, МТС, Росбанк, Ситибанк, Pony Express. С начала своей деятельности Arena Marketing Communications участвовала в большом количестве национальных промоушн-кампаний, к которым можно отнести проекты «Швепсомания», Sprite Driver, Sprite-Охота и другие.

### Другие творческие проекты
В 2016 году Сергей Смолин совместно с композитором Геннадием Ровнером инициировал и реализовал первую часть интернационального проекта India Inside, включающую в себя создание симфонического произведения, электроакустического шумового альбома и документального фильма. В проекте приняло участие более 300 исполнителей со всего мира, включая два симфонических оркестра, еврейский хор, индийских и джазовых музыкантов, работа с которыми велась на шести студиях — в Москве («Мосфильм»), Лондоне (Real World Studios, AIR Studios, Strongroom Music Studios, Metropolis) и Мумбаи (Yash Raj Films). Саунд-продюсером альбома выступил экс-шеф-директор Abbey Road Studios, обладатель нескольких премий «Грэмми» Гайдн Бендалл. Проект получил официальную поддержку Министерства иностранных дел России и высокую оценку Сергея Лаврова.
В марте 2017 года в ММОМА стартовала выставка «Подаренное и Украденное» (Given & Stolen) фотографа Игоря Верещагина, продюсером и организатором которой стал Сергей Смолин. Выставка сопровождалась рядом специальных акций в Московском Музее Современного Искусства и Мультимедиа Арт Музее, в которых приняли участие Ольга Свиблова, Гарик Сукачев, Михаил Ефремов, Михаил Горевой и другие. По данным ММОМА выставка стала одной из самых посещаемых культурных площадок столицы.
14 февраля 2019 в рамках XI Московской международной биеннале «Мода и стиль в фотографии-2019» открылась выставка «Игорь Верещагин. Необъективная реальность», которая является инициативой Мультимедиа Арт Музея, Москва (МАММ) и продюсера проекта Сергея Смолина.
AMALGAMA Studios, Los Angeles
В октябре 2018 Сергей Смолин с группой партнеров организовал кинокомпанию AMALGAMA Studios в Лос Анджелесе, которая в январе 2019 приступила к съемкам 6-серийного документального фильма Long Play (режиссёр — Stephen Crisman aka Zemo, авторы сценария — Сергей Смолин, Stephen Crisman, продюсеры — Сергей Смолин (Amalgama), Данкан Хиз (ITG), Michael Cascio, оператор-постановщик — Сергей Козлов). Релиз Long Play запланирован в октябре 2019. Главные герои сериала: Клинт Иствуд, Билли Гиббонс, Том Фрестон, Джерри Мосс, Дэррил Макдэниелс и другие.

## Личная жизнь
Был женат на Наталье Шанецкой, популярной эфирной ведущей бизнес-передач на телеканалах Russia Today и Дождь. Имеет двух сыновей и дочь